# Москва (торт)
Торт «Москва» — сербский фруктовый торт, фирменное блюдо белградской гостиницы «Москва». Рецепт торта был создан в 1974 году Аницей Джепиной, первым руководителем новой кондитерской, которая была открыта в том же году в рамках этого знаменитого белградского отеля на площади Теразие. Гостиница «Москва» защитила этот рецепт как свой оригинальный бренд. Основными ингредиентами этого торта являются вишня, ананас, миндаль и печенье Petit Beurre.

## История
До 1974 года в белградской гостинице «Москва» не было кондитерской, поэтому десертное меню состояло в основном из слоёного теста и пончиков. Когда кондитерская открылась, первому шеф-повару Анице Джепине было поручено разработать дизайн по примеру венских кондитерских, новые, оригинальные вкусы, достойные этого знаменитого и уважаемого отеля. Потом этот креативный шеф-повар, помимо московского шницеля, придумал и другие оригинальные рецепты десертов, среди которых наиболее известны торт «Александра», торт «Анушка», торт «Москва», рулет «Каракас» и многие другие.
Сегодня кондитерская при отеле «Москва» реализует более 200 порций фирменного торта в день. Он оказался очень популярным деликатесом, а также прибыльной инвестицией, поэтому отель «Москва» защитил и забрендировал рецепт. Существуют различные неофициальные версии рецепта. В одном из них, кроме вишни и ананасов, в коржи добавляют персики из компота, в другом ананасы заменили малиной или персиками, разные кондитеры внесли свои небольшие изменения. Однако первоначальный рецепт оставался самым желанным и популярным.